# Wiedemannia zetterstedti
Wiedemannia zetterstedti är en tvåvingeart som först beskrevs av Fallen 1826.  Wiedemannia zetterstedti ingår i släktet Wiedemannia och familjen dansflugor. Arten är reproducerande i Sverige. Inga underarter finns listade i Catalogue of Life.